# ストロングスタイルプロレス
ストロングスタイルプロレスは、日本のプロレス団体。

## 歴史
2005年
- 3月11日、佐山聡が東京ガーデンパレスで記者会見を行ってリアルジャパンプロレスの設立を発表。
- 4月16日、スタジオドリームメーカーでプレ旗揚げ戦を開催。
- 6月9日、後楽園ホールで旗揚げ戦を開催。スーパーライダーが入団。

2007年
- 3月7日、スーパータイガーがデビュー。
- 6月8日、タイガーシャークがデビュー。
- 9月21日、間下隼人、斎藤彰文がデビュー。

2008年
- 3月13日、サミー・リーJr.、ケンドー・ナカザキがデビュー。
- 12月4日、ブラック・シャドーがデビュー。

2013年
- 1月、斎藤が退団。
- 11月、タイガーシャークが退団。
- 12月12日、グレート・タイガーがデビュー。

2016年
- 12月7日、タイガーマスク運動の先駆けになった伊達直人がリングに登壇して素顔と本名を明かした[1][2]。

2017年
- 9月14日、納谷幸男がデビュー。

2019年
- 3月15日、団体名をストロングスタイルプロレスに改称。
- 5月1日、納谷がDDTプロレスリングに移籍。

2021年
- 7月29日、タイガー・クイーンがデビュー。

2022年
- 6月9日、ダーク・タイガー、ダーク・パンサーがデビュー。
- 8月25日、ダーク・チーターがデビュー。

2023年
- 6月8日、ダーク・ウナギがデビュー。

2024年
- 12月5日、タイガー・プリンセスがデビュー。

## タイトルホルダー
| タイトル           | 保持者                  | 歴代   |
| ------------------ | ----------------------- | ------ |
| レジェンド王座     | 船木誠勝                | 第20代 |
| SSPW女子タッグ王座 | ジャガー横田 藪下めぐみ | 初代   |

## 所属選手
- スーパーライダー
- スーパータイガー
- 間下隼人
- タイガー・プリンセス

## 歴代タイトル
- リアルジャパンタッグ王座
- UWAアジアパシフィックヘビー級王座

## 歴代所属選手
- タイガーシャーク（現：ザ・ブルーシャーク）
- 斎藤彰文
- 納谷幸男
- タイガー・クイーン